# Ibarapa Central
Ibarapa Central è una delle trentatré aree a governo locale (local government areas) in cui è suddiviso lo stato di Oyo, nella Repubblica Federale della Nigeria.
Si estende su una superficie di 440 km² e conta una popolazione di 102.979  abitanti.